# 24e armée (Allemagne)
Pour les articles homonymes, voir 24e armée.
La 24e armée (en allemand : 24. Armee) était une armée (regroupement d'unités) de la Heer (armée de terre de la Wehrmacht) lors de la Seconde Guerre mondiale.

## Historique

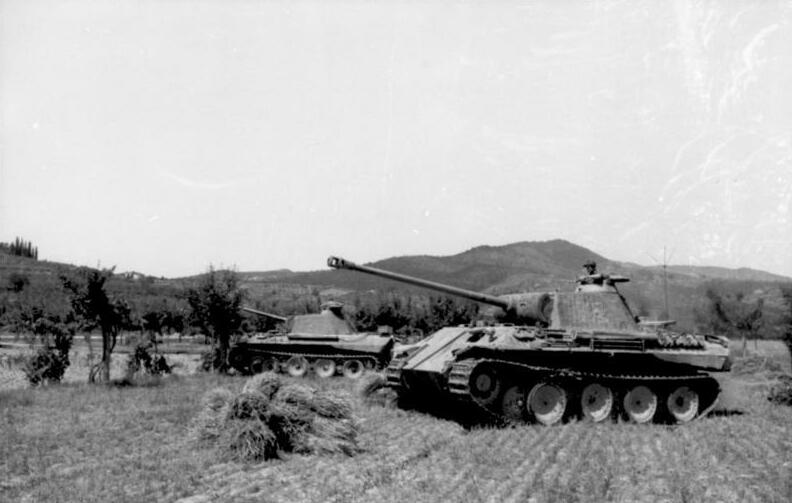
Deux chars Panther de la 24e armée, dans le nord de l'Italie fin 1944

La 24e armée est une organisation squelette formée en novembre 1944 à partir du Stellvertretendes V. Armeekorps (Wehrkreis V) sur la frontière suisse. Elle a été assignée, sans composantes suborbonnées, à la 19. Armee.
Elle est une force de la taille d'un peu plus d'une division trompeusement appelée Armée principalement composée de troupes d'occupation étoffées avec la Volkssturm et des bataillons de gardes-frontières basés le long de la frontière suisse pour décourager tout plan allié d'entrer en Allemagne par le biais de la Suisse neutre.

## Organisation

### Commandants successifs
| Date                       | Grade                  | Commandant   |
| -------------------------- | ---------------------- | ------------ |
| Novembre 1944 - 6 mai 1945 | General der Infanterie | Hans Schmidt |

### Chefs d'état-major
| Date                       | Grade          | Commandant |
| -------------------------- | -------------- | ---------- |
| Novembre 1944 - 6 mai 1945 | Oberstleutnant | Seitzinger |

## Ordre de bataille
30 avril 1945
- Division Nr. 405
- Kampfgruppe Friedrichshafen
- Kampfgruppe Bodensee